# Serverhosting
Serverhosting je služba pronájmu či umístění počítačového serveru v prostorách poskytovatele s připojením serveru do sítě Internet a dalšími souvisejícími službami.
Hlavní rozdíly oproti webhostingu: 
- celý server má zákazník k dispozici pro sebe,
- může na něm většinou provozovat libovolné aplikace (nejenom WWW),
- má taktéž administrátorský přístup na server,
- nebývá nijak omezován v tom, k čemu je server využíván.

Servery jsou umísťovány do tzv. serveroven, což jsou technologické prostory, které by měly nabízet stabilní a bezpečné prostředí pro provoz mnoha serverů. Mezi běžné věci v serverovně by měla patřit zálohovaná elektrická síť (UPS a elektrické agregáty), klimatizace, redundantní připojení do sítě Internet, ostraha objektu, evidence přístupů osob, hasicí zařízení, bezprašné prostředí atd.
Na cenu pronájmu serveru má zásadní vliv především vybraný hardware, tedy výkonnost serveru (rychlost procesoru, velikost paměti RAM, prostor na pevných discích HDD aj.).

## Druhy serverhostingu

### Managed
Zákazník přenechá správu serveru plně na poskytovateli. Většinou tak dělá proto, že k provozu serveru, jeho správě a údržbě nemá znalosti ani lidi. A tak mu poskytovatel dělá všechno na klíč - stará se o funkčnost serveru, aktualizuje stránky, hlídá zabezpečení atd. Tato varianta je přirozeně nejdražší.

### Virtuální
V tomto případě má také zákazník pro sebe v pronájmu server, ale nejedná se o fyzický server, nýbrž je různými technologiemi virtualizace dosaženo toho, že na jednom fyzickém serveru (zařízení) běží několik virtuálních serverů, které se dělí o hardware. Virtuální serverhosting je přechodem mezi webhostingem a skutečným serverhostingem.
Poskytovatel ručí za funkčnost hardwaru a v případě poruchy bezplatně provádí potřebné opravy.
Mezi nejčastěji používané technologie pro virtualizaci serveru patří produkt VMware.

### Dedikovaný
Jedná se o běžný pronájem hardwaru pro server, umístěný v serverovně poskytovatele. O zbytek se již stará sám zákazník - tedy provádí správu serveru, instalaci softwaru, zabezpečení, provoz WWW služeb atd. Poskytovatel i v tomto případě ručí za funkčnost hardwaru a v případě poruchy bezplatně provádí potřebné opravy.

### Housing serverů
Zcela jiný případ, kdy se nejedná o pronajatý server, ale zákazník svůj vlastní server (hardware) umístí do prostor poskytovatele (do serverovny). Zde se poskytovatel většinou stará pouze o připojení serveru do počítačové sítě Internet a běh serverovny, vše zbylé je na zákazníkovi. Jedná se o nejlevnější variantu.
V případě, že zákazník vlastní větší množství serverů, lze využít tzv. "Rack housingu", který nabízí umístění většího množství serverů v samostatně uzamykatelných stojanech. Do jednoho "racku" lze umístit až 40 serverů.
Od služby rackhousing se liší tím, že se pronajímá jen část racku, ve stejném racku tedy mohou mít vlastní zařízení jiní zákazníci.

## Konektivita
Konektivita, tedy způsob připojení serveru do počítačové sítě Internet, mívá v případě serverhostingu 2 základní varianty:
- Omezení rychlosti připojení – v tomto případě je nastavena maximální rychlost, kterou může server přenášet data do/ze sítě Internet a není omezován celkový objem přenesených dat.
- Omezení objemu přenesených dat – většinou se nijak neomezuje rychlost připojení do Internetu, ale počítá se objem skutečně přenesených dat (součet v obou směrech). Při překročení povoleného (většinou měsíčního) limitu jsou aktivována různá omezení.

Těmi pravidly je FUP – Fair User Policy.